# (8724) Junkoehara
(8724) Junkoehara est un astéroïde de la ceinture principale.

## Description
(8724) Junkoehara est un astéroïde de la ceinture principale. Il fut découvert le 17 septembre 1996 à Kiyosato par Satoru Ōtomo. Il présente une orbite caractérisée par un demi-grand axe de 2,39 UA, une excentricité de 0,20 et une inclinaison de 2,1° par rapport à l'écliptique.

## Compléments